# Міхай-Браву (Бреїла)
Міхай-Браву (рум. Mihai Bravu) — село у повіті Бреїла в Румунії. Входить до складу комуни Вікторія.
Село розташоване на відстані 134 км на схід від Бухареста, 57 км на південь від Бреїли, 99 км на північний захід від Констанци, 75 км на південь від Галаца.

## Населення
За даними перепису населення 2002 року у селі проживали 1649 осіб, усі — румуни. Усі жителі села рідною мовою назвали румунську.